# まけるな!!あくのぐんだん!
『まけるな!!あくのぐんだん！』は、声優・徳井青空による日本の4コマ漫画作品。『月刊ブシロード』（ブシロードメディア）にて、2013年10月号（創刊号）より連載を開始し2018年5月号で終了。2020年4月には単行本に収録されている本編に描きおろしの加わった電子書籍版が発売された。

## あらすじ
宇宙征服を目指すドン様、そして部下であるチクちゃん、ペプちゃんからなる宇宙人のグループ「あくのぐんだん」は手始めに地球征服を企む。地球を制圧したかに思えたが、捕獲した人類の数が想定より多すぎたために宇宙船へ乗せることが出来ず失敗に終わってしまう。
失意のまま地球のことを調査していた最中、ドン様が好きなスイーツを求めて立ち寄ったコンビニで暇人と再会。そこで暇人から紹介してもらった晴太との出会いをきっかけにして「ひよこ通り商店街」に拠点を置くことに。あくのぐんだんは宇宙征服を企むも地球人の優しさや食べ物などに魅了され、地球に馴染んでいくのだった。

## 登場人物

### メインキャラクター
ドン様（ドンさま）
声 - 玄田哲章
「あくのぐんだん」リーダー。宇宙征服の野望に燃えており、まず手始めに地球を征服しようと考えている。しかし火事で宇宙船を失ってしまう。
いつも上半身は裸。スイーツが大好き。
ペプちゃん
声 - 山口勝平
ドン様の手下その1。ネアカでいつも元気いっぱい。
チクちゃん
声 - 石田彰
ドン様の手下その2。ネクラだが根は真面目。
ネル様（ネルさま）
声 - 巽悠衣子
第11話から本格登場。日曜第3惑星派出所のおまわりさんであり金星No.1アイドル。ドン様のUFO駐車違反の罰金催促に来た。くしゃみをすると炎が出るため、うっかりドン様のUFOを燃やした。ロマ、バトと一緒にトライデン・トリンドというアイドルグループを結成していた。

### サブキャラクター
暇人（ひまじん）
声 - 小西克幸
コンビニ店員。最初に地球侵略した際はUFOにめんどくさいからと居座り続けた。ゲームするときはゴーグルをする。
晴太（はれた）
声 - くまいもとこ
暇人のゲーム仲間である少年。父親（声 - 三宅健太）は不動産屋。
ヒヨドル / ヒヨドルおじさん
声 - 千葉繁
商店街のマスコットキャラとその言葉がわかるおじさん。

## 書誌情報
- 徳井青空『まけるな!!あくのぐんだん！』ブシロードメディア、全2巻
  1. 2017年3月17日発売、ISBN 978-4-04-899427-9
  2. 2018年4月13日発売、ISBN 978-4-04-899436-1

## テレビアニメ
2017年4月より6月までTOKYO MXほかにて、5分枠の短編アニメとして放送された。初回はTOKYO MX、サンテレビのみ実写パートを含めて15分枠で放送。ナレーション・主題歌はKAKUWA☆なれ〜しょんずが担当。当アニメは原画作業を含めてフルデジタル環境で制作されており、2018年初頭には、当アニメのワークフローが無償公開された。
2017年8月25日に全12話を収録したBD (SMIB-012) が発売され、テーマソング「ねばねばぎっぱー」を収録した特典CDが付属した。

### スタッフ
- 製作総指揮 - 夏目公一朗
- 監督・シリーズ構成・脚本 - 京極尚彦
- アニメーションキャラクターデザイン - 黒岩園加
- プロップデザイン - 三輪歩
- イメージボード・美術設定 - 福留嘉一
- 美術監督 - 小林雅代
- 色彩設定 - 加藤理恵
- 撮影監督 - 渥美直紀
- 編集 - 奥田浩史
- 音響監督 - 長崎行男
- 音楽 - 藤澤慶昌
- プロデューサー - 高麗大助、川手純、松井宏記、恵比寿まみこ、京極尚彦
- アニメーションプロデューサー - 大松裕
- アニメーション制作 - タツノコプロ[2]

### 主題歌
「ねばねばぎっぱー」
作詞 - 藤林聖子 / 作曲・編曲 - 山口朗彦 / 歌 - KAKUWA☆なれ〜しょんず
特報映像では徳井青空が歌唱。

### 各話リスト
| 話数   | サブタイトル     | 絵コンテ   | 演出       | 作画監督          | KAKUWA☆なれ〜しょんず | KAKUWA☆なれ〜しょんず                                                                 |
| 話数   | サブタイトル     | 絵コンテ   | 演出       | 作画監督          | ナレーション          | 主題歌                                                                                |
| ------ | ---------------- | ---------- | ---------- | ----------------- | --------------------- | ------------------------------------------------------------------------------------- |
| 第1話  | 侵略だ！侵略だ!! | 京極尚彦   | 京極尚彦   | 黒岩園加          | 久保ユリカ            | 飯田里穂 佐々木未来                                                                   |
| 第2話  | しゃべるカバさん | 京極尚彦   | 京極尚彦   | 黒岩園加          | 久保田未夢            | 飯田里穂 佐々木未来                                                                   |
| 第3話  | コンビニ         | 京極尚彦   | 京極尚彦   | 宮崎輝            | 佐々木未来            | 飯田里穂 佐々木未来                                                                   |
| 第4話  | ボスひよこ       | 清水勇司   | 清水勇司   | 宮崎輝            | 内田彩                | 飯田里穂 佐々木未来                                                                   |
| 第5話  | 燃えてる…        | 清水勇司   | 清水勇司   | 山田奈月          | 飯田里穂              | 久保ユリカ 久保田未夢 南條愛乃                                                        |
| 第6話  | 想い出           | 清水勇司   | 清水勇司   | 清水勇司          | 水瀬いのり            | 久保ユリカ 久保田未夢 南條愛乃                                                        |
| 第7話  | もうかえれない   | 誌村宏明   | 丸山裕介   | 山田奈月          | 楠田亜衣奈            | 久保ユリカ 久保田未夢 南條愛乃                                                        |
| 第8話  | けんか           | 野崎あつこ | 野崎あつこ | 田中亜優          | 南條愛乃              | 久保ユリカ 久保田未夢 南條愛乃                                                        |
| 第9話  | ひとりぼっち     | 誌村宏明   | 茶之原拓也 | 菅野千愛 八森優香 | 村川梨衣              | 三森すずこ 水瀬いのり 新田恵海                                                        |
| 第10話 | 仲直り           | 誌村宏明   | 丸山裕介   | 黒岩園加 山田奈月 | Pile                  | 三森すずこ 水瀬いのり 新田恵海                                                        |
| 第11話 | お引越し         | 京極尚彦   | 茶之原拓也 | 菅野千愛 八森優香 | 三森すずこ            | 三森すずこ 水瀬いのり 新田恵海                                                        |
| 第12話 | ネル様           | 京極尚彦   | 京極尚彦   | 宮崎輝            | 新田恵海              | 飯田里穂、佐々木未来 久保ユリカ、久保田未夢 南條愛乃、三森すずこ 水瀬いのり、新田恵海 |

### 放送局
| 放送期間               | 放送時間                     | 放送局       | 対象地域       | 備考                                      |
| ---------------------- | ---------------------------- | ------------ | -------------- | ----------------------------------------- |
| 2017年4月5日 - 6月21日 | 水曜 22:45 - 22:50           | TOKYO MX     | 東京都         | エムキャス対応 / 初回は15分拡大スペシャル |
| 2017年4月6日 - 6月22日 | 木曜 0:00 - 0:05（水曜深夜） | とちぎテレビ | 栃木県         |                                           |
|                        | 木曜 0:15 - 0:20（水曜深夜） | サンテレビ   | 兵庫県         | 初回は15分拡大スペシャル                  |
| 2017年4月7日 - 6月23日 | 金曜 0:10 - 0:15（木曜深夜） | AT-X         | 日本全域       | CS放送 / リピート放送あり                 |
| 2017年4月8日 - 6月24日 | 土曜 23:55 - 24:00           | チバテレビ   | 千葉県         | 作者の出身地                              |
| 2017年4月17日 - 7月3日 | 月曜 2:00 - 2:05（日曜深夜） | 西日本放送   | 岡山県・香川県 |                                           |

| 配信期間       | 配信時間                   | 配信サイト |
| -------------- | -------------------------- | --- |
| 2017年4月6日 - | 木曜 12:00 更新            | dアニメストア |
| 2017年4月8日 - | 土曜 0:00（金曜深夜） 更新 | ニコニコ動画 GYAO! ( GYAO!ストア ) 楽天ショウタイム |
|                | 土曜 10:00 更新            | DMM.com |
|                | 土曜 23:25 - 23:30         | AbemaTV 新作アニメch |
|                | 土曜 更新                  | U-NEXT Amazon インスタント・ビデオ（ Amazonプライム・ビデオ ） ひかりTV バンダイチャンネル HAPPY動画 ビデオマーケット J:COMオンデマンド ビデオパス アニメ放題 |

### Web番組
『まけるな!!あくのニコ生!!』は、2017年3月29日より毎週水曜日に配信されている番組。MCは原作者の徳井青空。2017年3月15日には放送前特番を放送した。
ニコニコ生放送にて毎週水曜日22:00 - 23:00に本編を配信したのち、LINE LIVEにて23:10 - 23:20までアフタートークを配信。
ゲスト
第1回、第2回、第4回、第7回、第8回、第10回 - 巽悠衣子（ネル様 役）
第3回 - 佐々木未来（KAKUWA☆なれ〜しょんず）
第5回 - 飯田里穂（KAKUWA☆なれ〜しょんず）
第6回 - 久保田未夢（KAKUWA☆なれ〜しょんず）
第9回 - アメリカザリガニ 平井善之